# We’re in the Music Biz
| Оценки критиков  | Оценки критиков |
| Источник         | Оценка          |
| ---------------- | --------------- |
| NME              | [ 1 ]           |
| BBC              | (+)             |
| The Sunday Times | [ 3 ]           |

We’re In the Music Biz — третий альбом британской electro punk группы Robots in Disguise, выпущенный 4 февраля 2008 года. 18 и 19 февраля 2008 года группа выступила в Лондоне и Манчестере в поддержку альбома.

## Об альбоме
Изображение с обложки альбома фигурирует в виде плаката на стене в одной из серий «Майти Буш», комедийного телесериала в котором обе исполнительницы время от времени появлялись.

## Список композиций
Все треки написаны Dee Plume и Sue Denim.
1. «We’re In the Music Biz»[5] — 3:36
2. «Can’t Stop Getting Wasted» — 2:31
3. «The Sex Has Made Me Stupid»[6] — 3:10
4. «Animals» — 2:47
5. «The Tears»[7] — 3:35
6. «I Don’t Have a God» — 3:58
7. «I Live In Berlin» — 3:47
8. «I’m Hit» — 3:38
9. «Everybody’s Going Crazy» — 3:12
10. «Don’t Copy Me» — 3:30